# 九三砲戰
九三炮戰，又稱第一次臺灣海峽危機（英語：First Taiwan Strait Crisis），是中華民國國軍與中國人民解放軍之間的軍事衝突，爆發於1954年9月3日，砲戰地點為中華民國福建省金門縣。該砲戰引發第一次台灣海峽危機，為1949年古寧頭戰役之後至1954年間，最大的砲戰。

## 背景
中国人民解放军在1949年古寧頭戰役與登步島戰役登陸失敗後，積極研究海島攻擊戰術，攻取大陸東南沿海島嶼。但解放軍於1950年在大擔島戰役登陸再度失敗後，對海島放棄直接登陸作戰的戰術，改用密集砲擊。1953年由於朝鲜战争停戰，中华人民共和国政府方面撤回參战的中國人民志願軍，並部署金門對岸，形成三面環伺，對金門造成極大威脅。
1954年5月，當時劉玉章中將接替胡璉中將，到任陸軍金門防衛司令部司令官。

## 戰前準備
1954年8月下旬起，解放軍在廈門東海岸、蓮河、深江、大嶝、小嶝等處部署百餘門俄製122公釐與152公釐口徑火砲，以中華民國海軍停泊在金門水頭碼頭的艦艇為目標。

## 经过
1954年9月3日下午五時許，解放军集結數百門重砲，突然向金門發射炮彈，巨大的爆炸聲，震耳欲聾。12小時內發射了6,000枚炮彈。中华人民共和国方面记载：击沉击伤国军舰船7艘，摧毁金门炮阵地9处。
1954年9月5日上午，陸軍金門防衛司令部砲兵部隊奉令實施全面報復性攻擊，國軍集群砲火力實施彈幕射擊。當時國軍缺乏長射程火砲，所以採取機動集中方式，形成局部優勢反擊。同時，中華民國空軍戰鬥機也前往廈門進行轟炸，解放軍在厦门方面则迅速组织起强大的防空力量，共击落中華民國国军战机12架，击伤42架。
爾後間歇性炮戰不斷，解放军炮擊落彈共約7萬餘枚，以1954年9月22日那天的炮战最為猛烈。到9月15日，金門國軍改裝155公釐榴彈砲，又獲得三個砲兵營增援，共反擊解放軍炮擊五十餘次，摧毀解放军野戰砲陣地18處，高射砲陣地4處，擊斃解放军300餘人。以解放军為攻擊一方的九三砲戰開啟國共兩方軍隊的互相中小規模砲擊。

## 民間傷亡
據統計，仅金門方面，1954年－1957年間的大小砲戰中，在地居民就有63人死亡。

## 影響
- 九三砲戰使得同年9月8日東南亞公約組織條約排除了中華民國。作為補救，美國與中華民國於1954年12月共同簽署《中美共同防禦條約》。[8]
- 該砲戰也是之後八二三砲戰衝突的起端。

## 後續
九三砲戰後，1955年1月發生一江山島戰役，解放軍占領一江山島，使得大陳島陷於孤立。國軍於2月從大陳島撤退，至此浙東沿海全部島嶼由解放軍控制。3月16日，美國總統德怀特·艾森豪威尔在記者會上答說，戰術核武器可以像子彈一樣用於（遠東）軍事目標。1955年4月召開萬隆會議，周恩來在會議結束前聲明願意與美國談判緩和遠東局勢的問題，結束了第一次台海危機。

## 紀念
- 志願來華的美軍顧問法蘭克·林恩（Frank W. Lynn）中校與孟登道（Alfred Medendorp）中校在水頭碼頭中彈陣亡，中華民國國防部在水頭碼頭分別設立紀念碑以茲紀念。[12]2020年8月23日，美國在臺協會臺北辦事處處長酈英傑隨同中華民國總統蔡英文前赴金門出席追思活動，成為首位出席八二三紀念活動的AIT處長。[13]追悼活動後，酈英傑前往水頭碼頭，在孟登道中校和法蘭克．林恩中校的紀念碑前獻花致意。AIT並在臉書稱，這兩位軍官於1954年金門九三砲戰中與臺灣同袍一同抵禦中華人民共和國，在猛烈砲火攻擊中英勇殉職。並稱臺美合作是建立在「真朋友，真進展」的歷史之上。[14][15]

## 引用
1. 1 2  Han Cheung. . Taipei Times. 2020-01-12  [2021-10-05]. （原始内容存档于2021-10-05）.
2. ↑  . Taipei Times. 2011-12-08. The Kinmen Defense Command (KDC) unveiled a cenotaph on Tuesday to commemorate the late Lieutenant Colonel Frank Lynn of the US, who died in a Chinese artillery bombardment on Sept. 3, 1954, on Kinmen.{...}It was placed next to the cenotaph of Lieutenant Colonel Alfred Medendorp, which was installed at the wharf in August 1992. Medendorp was killed in the same bombing.
3. 1 2 3  鄧惠鴻（2014年），第204页
4. ↑  叶飞（1988年），第643页，第四十二章 炮击金门和绞索政策 第一节 “九三”炮击
5. ↑  叶飞（1988年），第686页，书末 叶飞生平大事年表
6. 1 2  鄧惠鴻（2014年），第205页
7. ↑  叶飞，第647页，第四十二章 炮击金门和绞索政策 第一节 “九三”炮击
8. ↑  藍丰. . 民報.
9. ↑  . The American Presidency Project. March 16, 1955  [2024-05-15]. （原始内容存档于2024-01-28）.
10. ↑  . The New York Times. 1955年3月17日  [2024年5月15日]. （原始内容存档于2024年5月8日）.
11. ↑  . 中华人民共和国外交部.   [2024-05-15]. （原始内容存档于2024-05-15）.
12. ↑  鄧惠鴻（2014年），第206页
13. ↑  . 中央社. 2020-08-23  [2020-08-25].[]
14. ↑  . 自由時報. 2020-08-24  [2020-08-25]. （原始内容存档于2021-01-25）.
15. ↑  . 上報. 2020-08-26  [2020-08-26]. （原始内容存档于2020-08-29）.